# 日経スペシャル 人生100年時代 マネーのまなび
『マネーのまなび』はBSテレビ東京で2021年4月より月曜日22:00-22:54に放送されている経済情報番組である。
同番組は日本経済新聞電子版のコラム「マネーのまなび」を原案としたもので、超高齢化社会に向けてゆとりある人生を過ごすに必要なお金の基礎を、日本経済新聞社とテレビ東京など、日経グループの豊富な経済情報の知見をフルに生かし、資金活用術、お金の稼ぎ方を、初心者にもわかりやすく解説していくものになっている。

## 出演
- メインMC：村尾信尚（関西学院大学教授、元大蔵省職員・役員）
- サブMC：
  - 田中瞳（テレビ東京アナウンサー）
  - 森香澄（同上・2021年度まで）
  - 繁田美貴（同上・2022年度から参加）
  - 竹崎由佳　(同上・2024年10月7日から参加)
- コメンテーター：
  - 池谷亨（テレビ東京報道局チーフコメンテーター=元アナウンサー）
  - 塚本奈津美（日経ヴェリタス編集長）

以下は2022年度から参加
  - 大口克人（日本経済新聞マネー編集チーム副チームリーダー）
  - 小栗太（日本経済新聞編集委員兼マネーのまなびチームリーダー）
  - 田村正之（日本経済新聞編集委員）
  - 手塚愛実（日本経済新聞マネー報道グループ長　元テレビ東京報道局記者）
- ナレーター：窪田等